# Syringodendron
Syringodendron is een botanische naam in de rang van geslacht.
De naam heeft betrekking op oudere stammen of onderste gedeelten van stammen van Sigillaria. Deze zijn wat verdikt, waarbij de 'zegels' dermate zijn vervormd dat deze fossiele afdrukken niet meer zijn te gebruiken voor identificatie. Hierbij zijn de ribben breder en nemen de bladlittekens een kleiner deel van de ribben in beslag. Dat komt omdat ze bij het verwijden van de stam naar binnen zijn getrokken. Bovendien zitten op oudere stammen de bladlittekens verder van elkaar, door het uitrekken van houtvezels.
Het geslacht komt op de lijst van plantensoorten uit het Carboon voor.